# Sibirische Erziehung
Sibirische Erziehung (Originaltitel: Educazione Siberiana) ist eine Verfilmung des gleichnamigen Buches „Educazione Siberiana“ von Nicolai Lilin, welches im Jahr 2009 veröffentlicht wurde.

## Handlung
Der Film schildert in der Gegenwart und der Vergangenheit die Geschichte der zwei besten Freunde Kolyma (Arnas Fedaravicius) und Gagarin (Vilius Tumalavicius), die unter der Obhut von Großvater Kuzya (John Malkovich) in einer kriminellen Vereinigung mit sibirischem Hintergrund namens Urki aufwuchsen und „ausgebildet“ wurden. Dieser Verbrecherclan widmet sich zum Großteil dem Raub und Diebstahl und hat einen Ehrencodex, der seit mehreren Generationen herrscht. Nachdem der junge Gagarin nach einer siebenjährigen Haftstrafe entlassen wird, fängt er an, schnelles Geld durch unehrenhafte Verbrechen zu gewinnen und lässt die ehemals besten Freunde dadurch zu Todfeinden werden.

## Hintergrund
Der Film wurde in Italien erstmals am 28. Februar 2013 ausgestrahlt und am 25. November 2013 in Deutschland auf DVD veröffentlicht. Unter anderem wurde der Film in Kanada unter dem Titel A Gangster's Tale, oder in den U.S.A. als Deadly Code bekannt.